# ميج موندي
ميج موندي (بالإنجليزية: Meg Mundy)‏ (و. 1915 – 2016 م) هي ممثلة، وممثلة تلفزيونية، وممثلة أفلام، وممثلة مسرحية من المملكة المتحدة، الولايات المتحدة الأمريكية . ولدت في لندن .

## جوائز
حصلت على جوائز منها:
- جائزة المسرح العالمي (1948).[3]

## روابط خارجية
- ميج موندي على موقع IMDb (الإنجليزية)
- ميج موندي على موقع ألو سيني (الفرنسية)
- ميج موندي على موقع أول موفي (الإنجليزية)
- ميج موندي على موقع قاعدة بيانات برودواي على الإنترنت (الإنجليزية)
- ميج موندي على موقع قاعدة بيانات برودواي على الإنترنت (الإنجليزية)
- ميج موندي على موقع قاعدة بيانات الأفلام السويدية (السويدية)
- ميج موندي على موقع قاعدة بيانات الفيلم (الإنجليزية)
- ميج موندي على موقع كينوبويسك (الروسية)